# Яхмос I
Яхмос I (Яхмес I) — фараон Древнего Египта, правивший приблизительно в 1550 — 1525 годах до н. э., основатель XVIII династии.

## Правление

### Происхождение

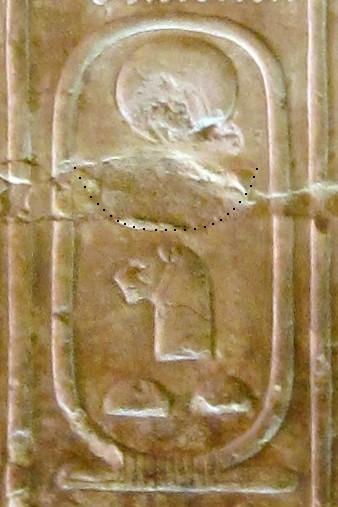
Картуш Небпехтира (Яхмоса I) в Абидосском списке фараонов (№ 66)

Яхмос I считается основателем XVIII династии. Однако это деление было сделано Манефоном произвольно. Историк решил начать с этого царя новую династию, так как тот окончательно разбил гиксосов и изгнал их. Яхмос наследовал фараону Камосу, своему старшему родственнику, вероятнее всего, дяде. Яхмос был сыном Секененра Таа II и царицы Яххотеп. Его мать, очевидно, была тогда ещё молодой женщиной, а отец погиб за несколько лет до описываемых событий, видимо в битве с гиксосами. На момент восшествия на престол Яхмосу, вероятно, было около 16 лет, то есть он только что достиг совершеннолетия. Его мать, доблестная царица Яххотеп, взяла управление на себя и была, вероятно, соправителем сына в ранние годы его царствования. Он женился на своей сестре Яхмос, которую впредь стали звать Яхмос-Нефертари, «Прекрасный спутник». Вероятно, она была на несколько лет старше супруга и приходилась ему родной (а не сводной, как считали некоторые исследователи) сестрой, являясь дочерью Секененра и Яххотеп.
Яхмос I под своим тронным именем Небпехтира нашёл упоминание в Абидосском (№ 66) и Саккарском (№ 47) списках фараонов. Это первый фараон упомянутый в этих списках после царей XII династии.

### Имена Яхмоса I
Манефон называет этого фараона Амосом (др.-греч. ’Αμώς) или Амосисом (др.-греч. ’Αμωσις). Без греческого окончания это имя, скорее всего, должно выглядеть как Амос, напоминая таким образом личное имя царя Яхмос, «Рождённый богом луны». Его тронным именем было Небпехтира, «Владыка могущества бога солнца», «хоровым» именем — Аахеперу, «Великий в творениях»; имя небти — Тутмесут, «Воплощение порождённых» (это значит, что в нём воплотились его царственные предки, которые вели свой род от самого бога солнца); «золотым именем» — Тестауи, «Увенчанный Обеими Землями».
| G5 |

| G5 |

| O29 | L1 | G43 |

| O29 | L1 | G43 |

| O29V | L1 · Z2 |

| O29V | L1 · Z2 |

| E1 | G17 | R19 · X1 |

| E1 | G17 | R19 · X1 |

| G16 |

| G16 |

| X1 · X1 | A53 | F31 · X1 | G43 |

| X1 · X1 | A53 | F31 · X1 | G43 |

| G8 |

| G8 |

| S24 · O34 | N17 · N17 |

| S24 · O34 | N17 · N17 |

| nswt&bity |

| nswt&bity |

| N5 · V30 | F9 · X1 · X1 |

| N5 · V30 | F9 · X1 · X1 |

| N5 · V30 | F9 · X1 · X1 |

| N5 · V30 | F9 · X1 · X1 |

| N5 · V30 | F9 · X1 · X1 |

| N5 · V30 | F9 · X1 · X1 |

| N5 · V30 | F9 · X1 · X1 |

| N5 · V30 | F9 · X1 · X1 |

| N5 | V30 | F9 |

| N5 | V30 | F9 |

| N5 | V30 | F9 |

| N5 | V30 | F9 |

| N5 | V30 | F9 |

| N5 | V30 | F9 |

| N5 | V30 | F9 |

| N5 | V30 | F9 |

| N5 · V30 | F9 | F9 |

| N5 · V30 | F9 | F9 |

| N5 · V30 | F9 | F9 |

| N5 · V30 | F9 | F9 |

| N5 · V30 | F9 | F9 |

| N5 · V30 | F9 | F9 |

| N5 · V30 | F9 | F9 |

| N5 · V30 | F9 | F9 |

| N5 · V30 | F9 · F9 · F9 |

| N5 · V30 | F9 · F9 · F9 |

| N5 · V30 | F9 · F9 · F9 |

| N5 · V30 | F9 · F9 · F9 |

| N5 · V30 | F9 · F9 · F9 |

| N5 · V30 | F9 · F9 · F9 |

| N5 · V30 | F9 · F9 · F9 |

| N5 · V30 | F9 · F9 · F9 |

| G39 | N5 |

| G39 | N5 |

| N12 | F31 | S29 |

| N12 | F31 | S29 |

| N12 | F31 | S29 |

| N12 | F31 | S29 |

| N12 | F31 | S29 |

| N12 | F31 | S29 |

| N12 | F31 | S29 |

| N12 | F31 | S29 |

| N12 | F31s · O34 |

| N12 | F31s · O34 |

| N12 | F31s · O34 |

| N12 | F31s · O34 |

| N12 | F31s · O34 |

| N12 | F31s · O34 |

| N12 | F31s · O34 |

| N12 | F31s · O34 |

| N12 | F31 |

| N12 | F31 |

| N12 | F31 |

| N12 | F31 |

| N12 | F31 |

| N12 | F31 |

| N12 | F31 |

| N12 | F31 |

| N12 | F31 | S29 | D40 |

| N12 | F31 | S29 | D40 |

| N12 | F31 | S29 | D40 |

| N12 | F31 | S29 | D40 |

| N12 | F31 | S29 | D40 |

| N12 | F31 | S29 | D40 |

| N12 | F31 | S29 | D40 |

| N12 | F31 | S29 | D40 |

| N11 | F31 | S29 |

| N11 | F31 | S29 |

| N11 | F31 | S29 |

| N11 | F31 | S29 |

| N11 | F31 | S29 |

| N11 | F31 | S29 |

| N11 | F31 | S29 |

| N11 | F31 | S29 |

| N11 | F31s · O34 |

| N11 | F31s · O34 |

| N11 | F31s · O34 |

| N11 | F31s · O34 |

| N11 | F31s · O34 |

| N11 | F31s · O34 |

| N11 | F31s · O34 |

| N11 | F31s · O34 |

| N11 | F31 | S29 | M17 | M17 |

| N11 | F31 | S29 | M17 | M17 |

| N11 | F31 | S29 | M17 | M17 |

| N11 | F31 | S29 | M17 | M17 |

| N11 | F31 | S29 | M17 | M17 |

| N11 | F31 | S29 | M17 | M17 |

| N11 | F31 | S29 | M17 | M17 |

| N11 | F31 | S29 | M17 | M17 |

### Изгнание гиксосов
Яхмос продолжил войну с гиксосами. В дошедших до нас источниках нет упоминаний о военных действиях, которые последовали бы непосредственно за походами Камоса. Со стороны фиванцев, возможно, достигнутые результаты выглядели недостаточно убедительными, чтобы быстро продолжить военные действия. Кроме того, можно объяснить прекращение походов внезапной смертью Камоса и восшествием на престол юного Яхмоса. Со стороны гиксосов отсутствие попыток отомстить за нападение могло быть вызвано смертью царя Апопи после его долгого царствования, продлившегося, возможно, более сорока лет. Не исключено, что именно в этот исторический момент, после каких-то серьёзных неурядиц в Фиванском царстве, о которых говорится на стеле, установленной позже Яхмосом в Карнаке, важную роль в стабилизации положения сыграла Яххотеп — жена Секененра и мать Яхмоса.
К тому времени, когда Яхмос наконец продолжил войну с гиксосами, он уже провёл некоторое время на престоле Фиванского царства. Единственный современный источник, который повествует о последних походах против гиксосов, — это надпись воина Яхмоса, сына женщины Эбаны, уроженца Эль-Каба на юге Верхнего Египта, отец которого, Баба, служил при Секененра. Эта его биография вырезана на стенах его гробницы в Эль-Кабе, древнем Нехебе, расположенном на восточном берегу Нила, напротив Нехена, одной из древнейших столиц Египта, находившейся примерно в 80 км к югу от Фив. Яхмос объясняет, что начал служить при Яхмосе, пока был молод и неженат. Он не упоминает об участии своего отца в походах Камоса, что может говорить о том, что его отец погиб или ушёл со службы ещё до третьего года правления Камоса. Минуло какое-то время, воин Яхмос женился и стал уже достаточно взрослым, чтобы участвовать в северных походах царя Яхмоса, атаках на Аварис и других боевых столкновениях в окрестностях Авариса. В жизнеописании Яхмоса сказано:

«Когда осаждали город Аварис, я выказал свою доблесть пешим перед его величеством. И я был назначен на судно «Воссиявший в Мемфисе». И бились на воде в [канале?] Паджедку Авариса. И я взял добычу и захватил руку, причём о ней было доложено царскому докладчику. И дали мне золото доблести. И бой был возобновлен на этом месте. И я вторично взял там добычу и захватил одну руку. И дали мне снова золото доблести. И бились в [части] Египта, расположенной к югу от этого города. И я захватил одного пленника — мужчину: я сошёл в воду — он был взят в плен на стороне города — и переправился с ним по воде, [и о нём] было доложено царскому докладчику. И вот я был снова награжден золотом. И овладели Аварисом. И я захватил там добычу: одного мужчину и трёх женщин, всего четыре головы. И его величество отдал их мне в рабы. И осаждали Шарухен в течение 3 лет. И его величество овладел им. И я захватил там добычу: (двух) женщин и одну руку. И дали мне золото доблести. И вот, отдали мне [их] в рабы».

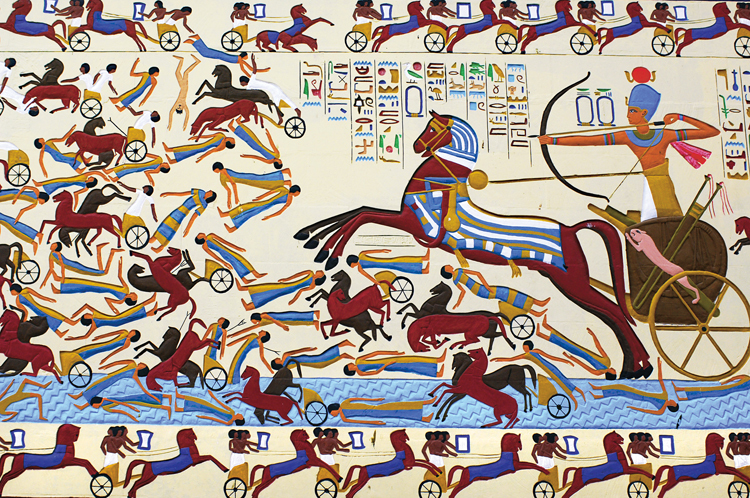
Копия росписи со сценой атаки Яхмоса на гиксосов

Из названия корабля «Воссиявший в Мемфисе» можно сделать вывод, что древняя египетская столица уже была занята Яхмосом, а следовательно, несколько походов уже было совершено, прежде чем воин Яхмос присоединился к победоносной армии. Задача изгнать гиксосов из Египта, несомненно, стала для Яхмоса более трудоёмкой, чем можно заключить из горделивой похвальбы на большой стеле Камоса. Вероятно, война продлилась несколько лет. Таким образом, становится понятно, что фараон Яхмос отправился вместе со своей армией вниз по течению Нила, миновал местность, до которой дошёл Камос, и успешно вторгся на территорию гиксосов, захватил Мемфис, и добрался до укреплённого города Аварис, находившегося в Дельте. Очевидно, во время осады азиатам удалось осуществить две вылазки по воде, причём в каждом случае им приходилось вступать в битву с египетским флотом, стоящим в канале. Яхмос, начальник гребцов оба раза продемонстрировал свою доблесть, убив одного из противников и отрубив его руку (таким способом египтяне подсчитывали число поверженных ими врагов). Затем были разгромлены вражеские войска к югу от города Авариса. Возможно, это было подкрепление, спешащее на выручку осаждённого города. Египтяне, очевидно, сумели победить кочевников и рассеять их; некоторые из них даже бросились в реку, пытаясь спастись от египтян. Яхмос, сын Эбаны снова получил награду. Наконец, египтяне овладели Аварисом, судя по всему в результате штурма. По косвенным данным, можно сделать заключение, что город был захвачен не ранее пятнадцатого года правления Яхмоса. Этот вывод делается на основании найденного гиксоского наконечника копья, который как следует из надписи, был взят Яхмосом в качестве трофея из «жалкого Авариса». На наконечнике иероглифический знак месяца «ях» выписан с рогами, обращёнными книзу, когда как в ранние годы правления Яхмоса он писался рогами кверху.
Взятие Авариса египетскими войсками принудило гиксосов освободить весь Нижний Египет и отступить в Азию. Очевидно, в боях под Аварисом гиксосы потерпели значительный урон. Небольшое количество пленных, захваченных Яхмосом, сыном Эбаны, указывает, что эти бои были ожесточёнными, и египтяне пленных почти не брали. Несмотря на крупные потери в войсках и на то, что все укреплённые пункты гиксосов захвачены египтянами, гиксосам удалось сохранить часть своих войск и сосредоточить их в Палестине.
Вероятно, чтобы привести всю территорию Дельты под власть нового египетского царя, не понадобилось масштабных военных операций. Захват Авариса и изгнание из него гиксосов ликвидировало угрозу, которая обеспечивала лояльность князей Дельты по отношению к гиксосам. Яхмес занял место гиксоского царя. Согласно Манефону (в передаче Иосифа Флавия), 240 тысяч гиксосов мирно покинули Египет по договору заключенному после нескольких неудачных попыток Яхмоса взять Аварис. Это сообщение не подкрепляется современными источниками, в его основе должно лежать преувеличение и недопонимание сюжета о владычестве гиксосов и их поражении, который в эпоху Нового царства и более поздние периоды составлял важный элемент египетской исторической традиции. Существуют обоснованные сомнения относительно того, насколько губительным было гиксоское владычество для Египта; но нельзя отрицать, что в результате этого эпизода вырос интерес Египта к внешнему миру и его склонность к проведению захватнической политики.
Желая обезопасить Египет от вторичного нашествия гиксосов и окончательно сломить силы врага, Яхмос во главе своей армии вторгся в Палестину. После трёхлетней осады он взял крепость Шарухен, бывшую, вероятно, последним оплотом гиксосов вблизи границ Египта. Прочтение об осаде в «три года» обосновано Куртом Зете; прежде исследователи полагали, что осада длилась шесть лет.

### Союзники Египта

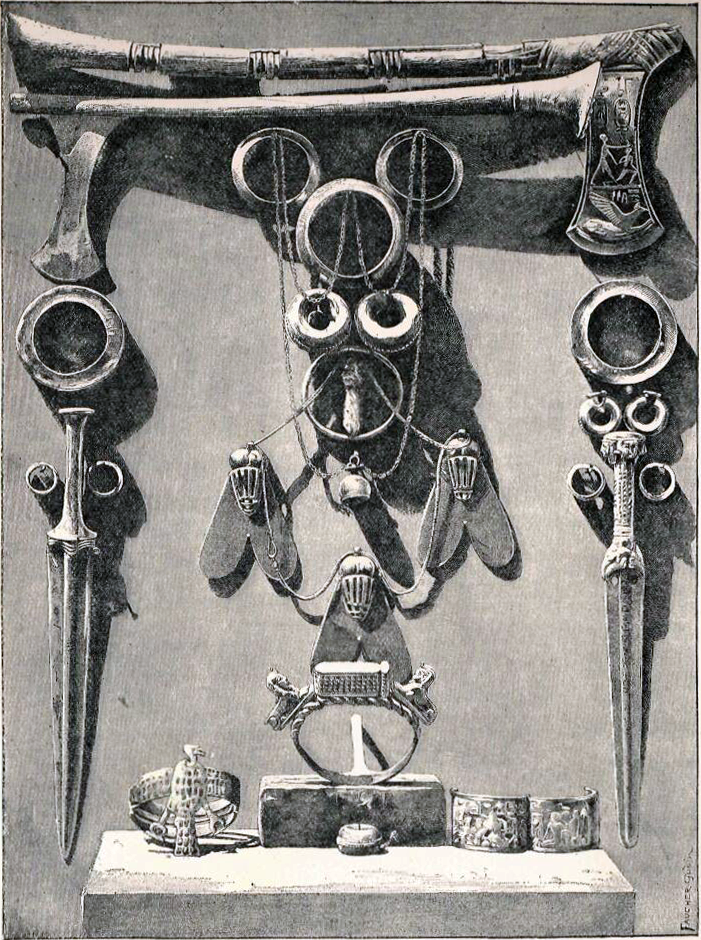
Оружие и украшения из гробницы Яххотеп. Некоторые предметы помечены именем Яхмоса I

Крупные успехи, одержанные египтянами во время войны с гиксосами, могут объясняться военным союзом с Критом и помощью на море, оказанной правителем Крита. Карнакская надпись Яхмоса с полной достоверностью позволяет сделать вывод о возможности этого союза и том, что именно в царствование Яхмоса был заключён этот союз. Текст отрывка из этой надписи гласит:
Он [Яхмос] схватил человечество [хенмемет],

Он взял народ [рехит].

Люди [пат] возносят ему хвалу.

Все люди говорят:

„Он — наш владыка“.
 
Ханебу (жители Крита) говорят:

„Мы сопутствуем ему“.

Страны говорят: „мы принадлежим ему“.
Очевидно, фраза «Ханебу говорят: «Мы сопутствуем ему», то есть «находимся в его свите» указывает на заключение союза между Египтом и Критом и на ту помощь, которую Крит оказал Египту во время войны с гиксосами. Крупную роль в заключении этого договора сыграла мать молодого фараона — царица Яххотеп, которая в этом тексте названа «повелительницей Хаунебта (Крита)». Возможно, за этими напыщенными словами ничего не стоит, но единственные другие чужеземные страны, упомянутые на этой надписи, — это Нубия и Фенеху, а Яхмос, несомненно, отправлял экспедиции в обе эти страны. Среди украшений Яххотеп, найденных в её гробнице, были предметы, которые по изобразительным мотивам и технике изображения близки к минойским изделиям этой же эпохи.
Также имеются некоторые основания предполагать, что Яхмос ранее всего обеспечил свой западный фланг, установив мирные, а может быть, даже дружественные или союзные отношения с ливийскими племенами, что также способствовало успешному ведению боевых действий против гиксосов. Второй женой фараона Яхмоса была некая несусат, «царская дочь», по имени Инхапи, о родителях которой ничего не говорится. Она родила ему дочь, названную Яхмос Хент-темеху, «Яхмос, прозванная Хент-темеху». Последнее словосочетание можно перевести как «владычица народа темеху». Таким образом, можно предположить, что она была царевной этих самых темеху, то есть ливийцев, живших в западной Дельте. Ньюбери отметил, что Яхмос Хент-темеху была матерью знаменитой царицы Хатшепсут, которая предпочитала носить мужскую одежду. При этом известно, что костюм женщин темеху почти не отличался от мужского. Таким образом, Хатшепсут, возможно, следовала традициям, которых придерживались её мать и бабушка, принадлежавшие к темеху.
Возможно, в Египте в первые годы царствования Яхмоса правили ещё какие-либо царьки или князья, поддержавшие фиванского фараона в его борьбе с гиксосами. По крайней мере, Иосиф Флавий, цитируя Манефона, сообщает, что восстание против гиксосов было организовано «царями Фив (то есть представителями XVII и XVIII династий) и правителями других частей Египта».

### Поход в Нубию
После захвата Шарухена Яхмос, по словам Яхмоса, сына Эбаны, предпринял поход на юг, в Нубию. В местности Хентхеннофер непокорные племена лучников (иунтиу-сетиу) подверглись полному разгрому. Яхмос, сына Эбаны так описывает этот поход:

«После ж того, как его величество перебил соседние азиатские племена, он поплыл вверх по Нилу в северную Нубию, с целью истребить нубийских кочевников. И его величество произвёл среди них страшное опустошение. И я захватил там добычу: двух живых мужчин и три руки. И меня снова одарили золотом. И вот мне дали двух рабынь. Его величество поплыл вниз по Нилу, с радостным сердцем, сильный и победоносный, пленив южан и северян».

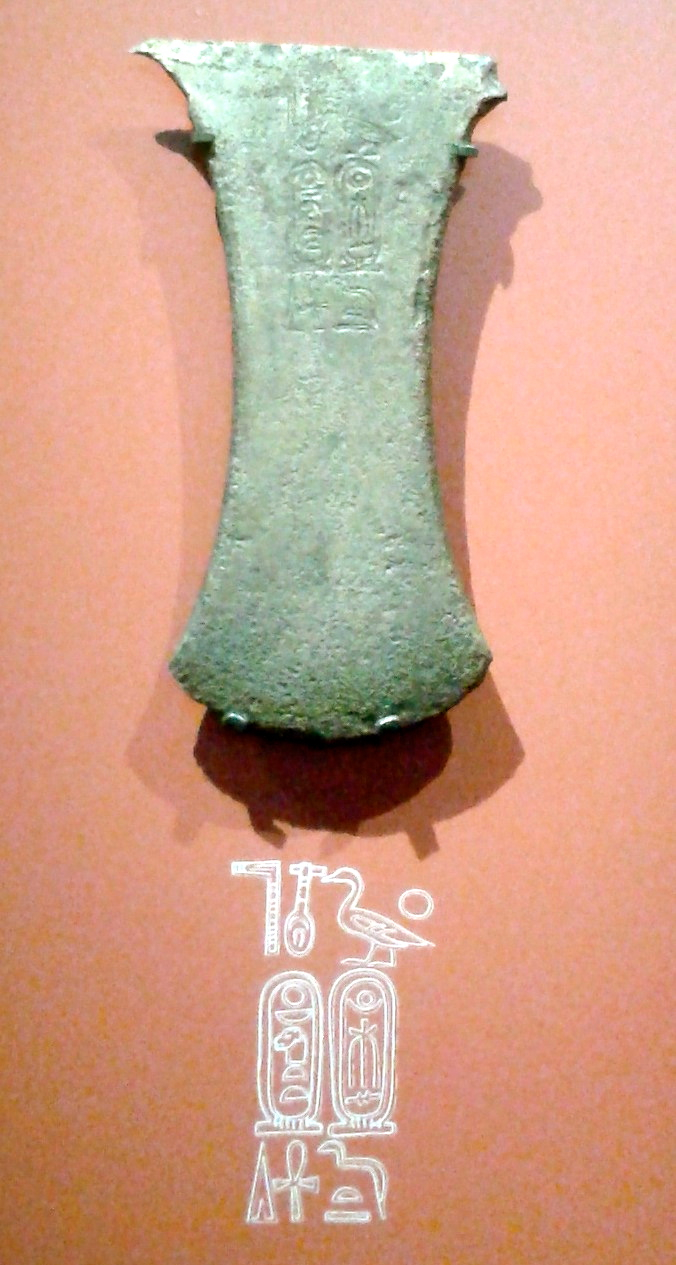
Медный топор с именами фараона Небпехтира Яхмоса I

Неизвестно, сколь далеко Яхмос продвинулся вглубь Нубии. Статуя с его именем и блок с именем его жены Яхмос-Нефертари были найдены на острове Саи, более чем в 150 км к югу от Бухена; высказывалось предположение, что на этом острове Яхмос воздвиг первый храм Нового царства. Но вполне возможно, что данные находки относятся к более позднему храму, выстроенному одним из преемников Яхмоса. Более надёжно засвидетельствовано строительство Яхмосом храма в Бухене; сохранился дверной проём с именем и изображением царя, причём позади него изображена его мать вдовствующая царица Яххотеп. Этот портал был сооружён по приказу царя командующим крепостью по имени Чураи, который добавил посвятительный текст. Маловероятно, чтобы Яхмос смог продвинуться сильно южнее Бухена в ходе завоевания Нубии; вероятно он организовал восстановление этой древней крепости Среднего царства, разграбленной и пришедшей в запустение в ходе Второго переходного периода. Бухен, несомненно, стал главным городом вновь завоёванных нубийских земель и опорой египетского владычества на юге. В нём был посажен комендант, который носил тот же титул, что и его предшественник Сепедхор, служивший правителю Куша. Чураи, комендант оставивший своё имя на вратах храма Яхмоса, являлся возможно тем самым чиновником, который при Аменхотепе I был провозглашён царским сыном Куша. Должность царского сына Куша была, возможно, организована при Яхмосе; первый известный чиновник на этом посту — это Яхмос Сатаит, отец Чураи. Первые царские сыновья Куша назывались «царскими сыновьями» и «распорядителями южных земель», поэтому возникло мнение, что первым эту должность занял не Яхмос Сатаит, а один из сыновей царя Яхмоса. Заметим, однако, что употребление титула «царский сын» есть ещё не достаточное подтверждение данной гипотезы, а другими фактами она не подкреплена. Яхмос был вынужден поставить во главе нубийской администрации высокопоставленного вельможу, власть которого была подкреплена царским авторитетом. В отсутствии царя в Нубии его представитель занимал положение, которое ещё недавно принадлежало правителю Нубии. Как представитель царя он получил титул «царский сын», который позже был закреплен в форме «царский сын Куша». До назначения первого царского сына власть над Нубией, вероятно, принадлежала Хормени, управителю Нехена (Иераконполя), который сообщает, что ежегодно доставлял царю дань из Нубии (из страны Уауат). Благодаря продуманному делегированию царской власти таким чиновникам, как Хормени, Яхмос Сатаит и Чураи, царь Яхмос заложил основу для дальнейшего укрепления и освоения Нижней Нубии, которая позже, при XVIII династии, приобрела большое значение для экономики Египта как мировой державы.

### Подавление двух восстаний
Но власть Яхмоса ещё не окрепла в самом Египте. Едва он покорил страну, отправившись в нубийский поход, как его исконные враги к югу от Нехеба вновь восстали против него. Сначала Яхмос разгромил в сражении на Ниле, в местности Тинттаа (местоположение не установлено; возможно, в районе первого порога), какого-то мятежника, имя которого не упомянуто, без сомнения, умышленно, с целью предания его забвению. Восставшие вместе со своим главарём были взяты в плен. Затем фараон нанёс поражение некому Тети-ану с шайкой злоумышленников. Войско его было уничтожено, а сам он пал в битве. Возможно, этот Тети-ан был родственником Тети, сына Пиопи, с которым воевал ещё Камос. Яхмос, сын Эбаны описывает это так:

«Тут пришёл южный мятежник, чью смерть приблизил его рок, в то время как боги Верхнего Египта схватили его. Он был настигнут его величеством в Тенттаа. И его величество захватил его в качестве военнопленного и всех его людей, как легкую добычу. И я взял в плен двух молодых воинов с судна мятежника. И дали мне 5 голов [рабов] и земельные наделы, 5 сечат (1,4 га) пахотной земли, в моем [родном] городе. Одинаковым образом было поступлено и по отношению ко всем гребцам. Тогда пришёл тот супостат, по имени Тетиан, и собрал вокруг себя злонамеренных. И его величество убил его, причём дружина его перестала существовать. И мне дали 3 головы [рабов] и 5 сечат пахотной земли в моем городе».
Победив восставших, Яхмос усмирил номархов, подчинил их центральной власти и по своему усмотрению распределил должности. Поддерживающей его династии номархов Нехеба было позволено удержать свои земли. И даже спустя два поколения после изгнания гиксосов глава этого дома являлся владельцем не только Нехеба, но и Латополя (совр. Исна), и всей промежуточной территории. Кроме того, ему была дана административная власть (хоть и не наследственная) на север от Нехеба, до Патириса (совр. Гебелейн).

### Поход в Финикию

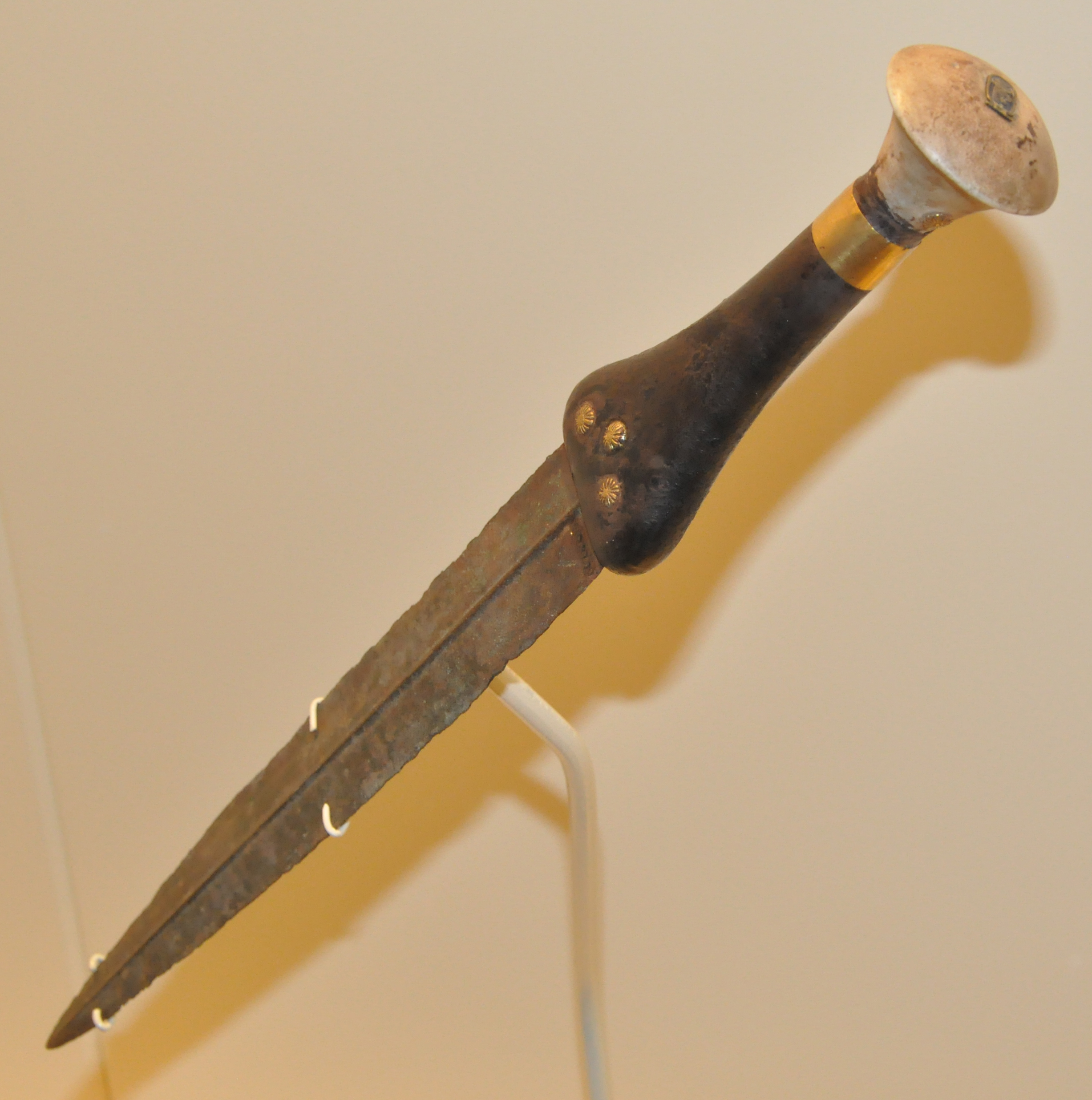
Кинжал с именем Яхмоса I. Выставлен в
Королевском музее Онтарио, Торонто

Видимо, ближе к концу царствования Яхмос предпринял ещё один поход в Азию. Ничего не известно о причинах этой войны. Поход упоминается в жизнеописании некого вельможи из Нехеба по имени Яхмос-Пеннехеб, который, возможно, находился в родственных отношениях с Яхмосом, сыном Эбаны. Однако он сообщает лишь следующее: «Я следовал за царём Небпехтира (Яхмосом I) и захватил для него в Джахи живого пленного, а также руку». Джахи египтяне называли Западную Сирию, но это слово встречается в текстах довольно часто и, судя по всему, нередко обозначает весь регион в целом. Яхмос, сын Эбаны ничего не говорит о военных действиях там. Из этого можно сделать вывод, что Левант подвергся нападению египтян не во время первого похода, когда был взят Шарухен, а позднее, и что Яхмес, сын Эбаны в этом походе не участвовал. Яхмос-Пеннехеб, который упоминает этот поход, пережил фараона Яхмоса, служил при его преемниках и умер в правление Хатшепсут. В конце правления Яхмоса он должен быть достаточно молод и едва ли мог принимать участие в походах первой половины его правления.
Кроме того, известна надпись, найденная в каменоломнях Маасара, возле Турра (южнее совр. Каира) и датированная 22-м годом царствования Яхмоса. В этих каменоломнях добывался известняк «из Аяна», использовавшийся в строительстве на протяжении всего времени существования древнеегипетской цивилизации. Над текстом приведены имена и титулы царя Яхмоса и более чётко вырезанная титулатура его супруги и сестры царицы Яхмос-Нефертари. В самой надписи сказано: «Год 22, в правление царя Яхмоса… Каменоломни были открыты заново, и прекрасный известняк из Аяна (древнее название этой местности) добывался для (строительства) его храмов (созданных, чтобы существовать) миллионы лет, (а именно) храма Птаха (в Мемфисе), храма Амона в Луксоре и всех памятников, которые его величество делает для него (Амона). Камни тянули быки, которых его величество захватил после своей победы над чужеземным народом фенех». Эти фенех, или фених, очевидно, являлись древнейшими представителями финикиян на земле египетской. Далее следует имя высокопоставленного чиновника Неферперета, руководившего работами и назвавшего себя в надписи «неусыпным в восстановлении величественных сооружений». Под текстом находится изображение большого каменного блока, вывозившегося на дровнях, подобным саням, запряжённых шестью быками. Направляет их бородатый человек, являющийся, судя по всему, пленным, захваченным во время войны.
В Карнакской надписи о фараоне сказано следующее: «Азиаты подходят со страхом и стоят на его судилище; его меч проникает в Нубию, его страх на земле Фенеху; страх пред его величеством в земле нашей подобен внушаемому богом Мином».

### Внутренняя политика

#### Создание административного аппарата

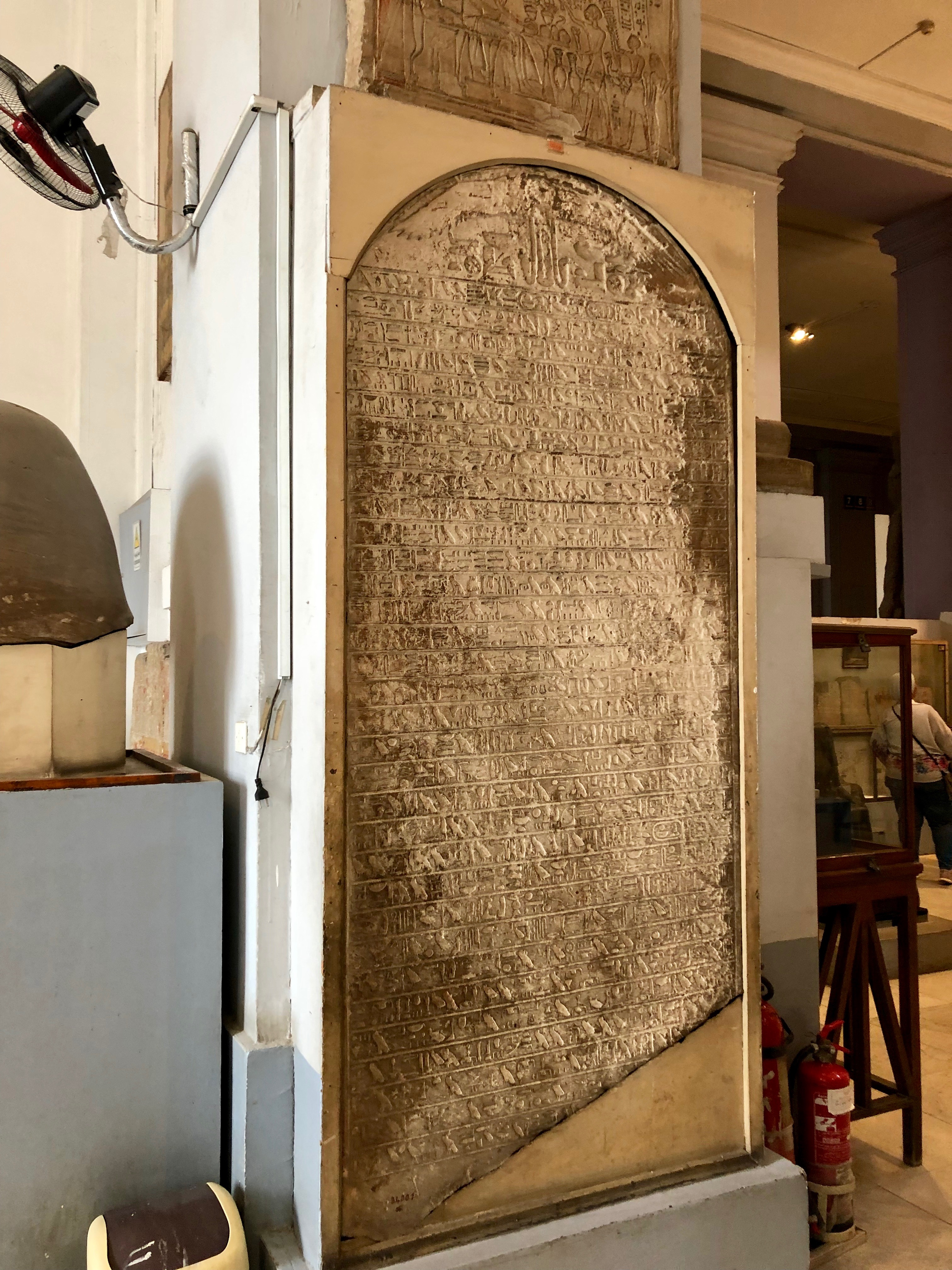
Карнакская стела фараона Яхмоса I и его матери, царицы Яххотеп. Каирский египетский музей, инв. № CG34001

Перед Яхмосом встала колоссальная задача восстановления державы после долгих лет раздробленности и разрухи. Когда азиатская граница была надёжно укреплена, а страна Куш снова подчинена Египту, Яхмос смог сосредоточиться на внутренних делах. После воссоединения страны большого внимания требовала административная система, сельское хозяйство, торговля и религиозная сфера. Первостепенной задачей было учредить по всей стране администрацию, которая могла бы поддерживать власть царя и деятельно выполнять его распоряжения. На протяжении Второго переходного периода, насколько позволяют судить скудные исторические свидетельства этой эпохи, устройство местной администрации претерпело мало изменений по сравнению с порядком, заведенным в позднем Среднем царстве. Древнее деление страны на номы, при котором большую роль в управлении отдавалось местной администрации, позволяло легче пережить период раздробленности, когда центральная власть ослабела. Отдельные номы могли функционировать как независимые государства. Следовательно, задача Яхмоса состояла в обеспечении лояльности руководителей номов, расположении их к себе или замене нелояльных чиновников своими верными сторонниками.

#### Сельское хозяйство
Вред, который могло нанести сельскому хозяйству отсутствие централизованного контроля над ирригационной системой в Египте в эпоху Второго переходного периода, легко переоценить. Фиванские придворные Камоса, очевидно, могли пасти свои стада в Дельте, и поэтому, вероятно, сельскохозяйственная деятельность не была затронута политическим разделением страны. Вместе с тем не вызывает сомнений, что период политической раздробленности нанёс вред тем областям деятельности, которые подразумевали всесторонний контроль. Следовательно после войны за независимость перед Яхмосом, несомненно, стояла проблема обновления заброшенной системы каналов и плотин и восстановления порядка. Также требовалась реформа системы управления сельским хозяйством, в том числе налогообложения и взимания налога с урожая. Возможно, не случайно две из трёх гробниц в фиванском некрополе, которые принадлежали чиновникам, служившим при Яхмосе, были сделаны для распорядителей зернохранилищ, обязанности которых относились к управлению сельским хозяйством.

#### Строительная деятельность
Победы на внутреннем и внешнем фронтах дали возможность Яхмосу приступить к строительной деятельности. Как уже говорилось выше, надпись в Маасара от 22-го года царствования Яхмоса сообщает об открытии новых каменоломен для строительства храмов богов. Упоминаются храм Птаха (возможно, в Мемфисе) и храм Амона в Луксоре. От этих построек не сохранилось ни следа, и, возможно, их строительство так и не было начато. Недалеко от этого места вырезана ещё одна похожая надпись. В алебастровых каменоломнях в Бирсе, на восточном берегу Нила, вверх по течению от Асьюта, сохранилась надпись, упоминающая супругу фараона Яхмос-Нефертари; возможно, эти каменоломни были открыты Яхмосом, возродившим употребление алебастра в качестве камня для строительства; алебастр широко использовался его преемниками.
Но строительная деятельность Яхмоса была ничтожной по сравнению со строительством позднейших фараонов. Мало что сохранилось от храмов, возведённых Яхмосом; возможно, потому что основным строительным материалом был кирпич-сырец и из камня выполнялись лишь отдельные архитектурные элементы, такие как подписанный дверной проём, найденный в Бухене. Даже такое скромное дело, как пожертвование богу Амону некоторого количества храмовой утвари и сооружение для него храмовой ладьи, кедровых столбов, пола и потолка, считалось событием, достойным не только увековечивания в торжественной Карнакской надписи, но и мелочного, можно сказать, «музейного» описания отдельных предметов:

«Большие диадемы из золота с розетками из настоящей ляпис-лазури; кольца-печати из золота; большие сосуды из золота; сосуды из серебра; столы из золота; алтари для подношений из золота и серебра; ожерелья из золота и серебра с ляпис-лазурью и малахитом; золотая чаша для Ка (духа), её ножка из серебра; блюдо из золота; кувшины из красного гранита, полные притираний; большие сосуды из серебра с венчиками из золота и ручками из серебра; арфа из эбенового дерева; … из золота и серебра; сфинксы из серебра; ладья (для празднества) начала разлива, названная „Могучий в присутствии Амона“, сделанная из нового кедрового дерева из лучших лесов (Ливана) и т. д.»
Большинство предметов изготовлено из серебра и золота; для украшения многих предметов использованы лазурит, малахит и бирюза. Металлы, вероятно, поступали в больших объёмах из Азии и Нубии, лазурит — из Центральной Азии по ближневосточным торговым путям; бирюзой и малахитом славился Синай, и их добывали экспедиции, организованные под эгидой царя. Фрагменты вотивных предметов, подписанные именем жены Яхмоса, Яхмос-Нефертари, были найдены в храме Хатхор в Серабит-эль-Хадим на Синае. Бирюза использовалась для изготовления украшений, захороненных с царицей Яххотеп, многие из которых подписаны именем Яхмоса.
Из надписи становится ясно, что в Карнаке было возведено некое строение, которое было частью храма Амона-Ра; его колонны, потолок и пол были выполнены из кедра, а стены, должно быть, — из камня. Согласно фрагменту надписи, который ныне хранится в Университетском колледже Лондона, в Фивах или Гермонте был восстановлен или перестроен храм Монту. Самые значительные следы строительной деятельности Яхмоса сохранились в Абидосе. В южной части некрополя, вдали от храма Осириса и некрополя Среднего царства, он соорудил комплекс строений, преимущественно из кирпича-сырца, который включал кенотафы для него самого и его бабушки Тетишери, часовню посвящённую Тетишери, небольшой храм, странное террасное строение и небольшой посёлок. Найденные фрагменты рельефов из храма Яхмоса сохранили детали сцен битвы египетского войска во главе с царём на колеснице против азиатов; сцена, по всей видимости, сопровождалась надписью исторического содержания, от которой сохранились лишь отдельные знаки. На нескольких кирпичах из поминального комплекса Яхмоса в Абидосе сохранились имя и титул чиновника Неферперета; это может говорить, о том, что этот вельможа, помимо добычи камня в каменоломнях Эль-Масара, отвечал также и за его строительство.
В религиозной сфере Яхмос не только строил новые и восстанавливал старые храмы, но и посвящал щедрые дары в великое национальное святилище в Фивах и укрепил положение Амона-Ра. Неизвестно, каких успехов он добился в восстановлении форм и принадлежностей религиозного культа по всему Египту, но вероятно, что внимание он сосредоточил на южной части страны и мало что сделал для Среднего и Нижнего Египта. Когда Хатшепсут заявляла о восстановлении храмов Среднего Египта, которые пришли в упадок в период владычества гиксосов, она, вероятно, говорила правду.
Что касается жилого строительства, единственные постройки, сохранившиеся от эпохи Яхмоса (если не считать остатки простых домов в посёлке в Абидосе), — это руины двух дворцов и нескольких домов в Дейр-эль-Балласе на западном берегу Нила напротив Коптоса. В северном дворце был найден сосуд с оттиском печати Яхмоса, а в погребениях поблизости — скарабеи с его именем. Поселение явно играло большую роль в начале правления XVIII династии, но оно не изучено, и его значение остаётся неопределённым.

### Семья

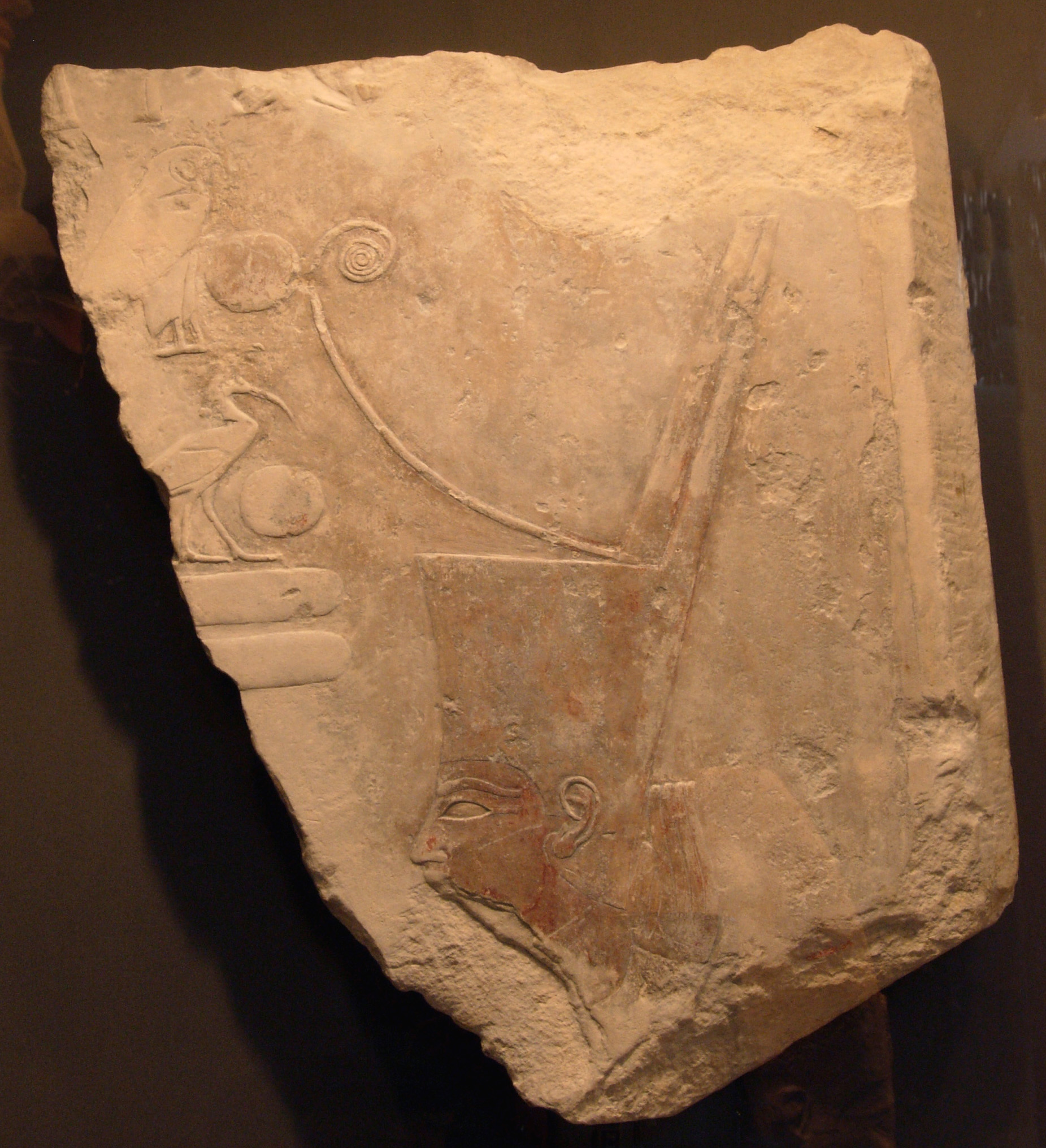
Рельеф с изображением головы Яхмоса I в Красной короне. Найден в Абидосе. Метрополитен-музей, Нью-Йорк

Во время войны с гиксосами в состав фиванской царской семьи входили три царицы: Яхмос-Нефертари, сестра и супруга фараона Яхмоса I; Яххотеп, их мать, вдова Секененра Таа II, которая тогда ещё находилась в расцвете сил; и Тетишери, мать Секененра и бабка Яхмоса. О том, что она была ещё жива, свидетельствует надпись, хранящаяся время в Университетском колледже в Лондоне и по палеографическим особенностям датированная началом правления Яхмоса. Нижняя часть плиты, на которой вырезан текст, утеряна, но судя по сохранившемуся фрагменту, на стеле был изображён царь Яхмос, поклоняющийся богу войны Монту. При этом позади правителя стоит царица Тетишери. В первой строке текста приведена дата. Правда, числительное, обозначающее год, стёрто, но можно предположить, что оно было невелико. Остальная часть даты сохранилась; события описываемые в тексте, произошли «на 17-й день четвёртого месяца третьего сезона, в правление Небпехтира Яхмоса». Во второй строке написано следующее: «Он (фараон) сделал это в память о себе (по случаю) прорубания бреши в дамбах». Очевидно, речь идёт о хорошо известном ежегодном обряде, когда во время разлива Нил достигает высоты, достаточной для орошения полей, во временной плотине или дамбе прорубается отверстие, через которое вода начинает поступать на поля.
Возможно, причина появления изображения царицы Тетишери на стеле заключается в том, что царь недавно подарил ей участок земли, расположенный в этом номе. В Абусире был обнаружен папирус, на котором написан текст, датированный примерно этим временем. В нём упоминается «владение (царицы) Тетишери», а также «владение Ситкамос», царевны, жившей в тот период. Судя по всему, Яхмос даровал своей бабушке и другим членам царской фамилии участок земли, находившийся на территории, отвоёванной у побеждённого гиксосского царя.

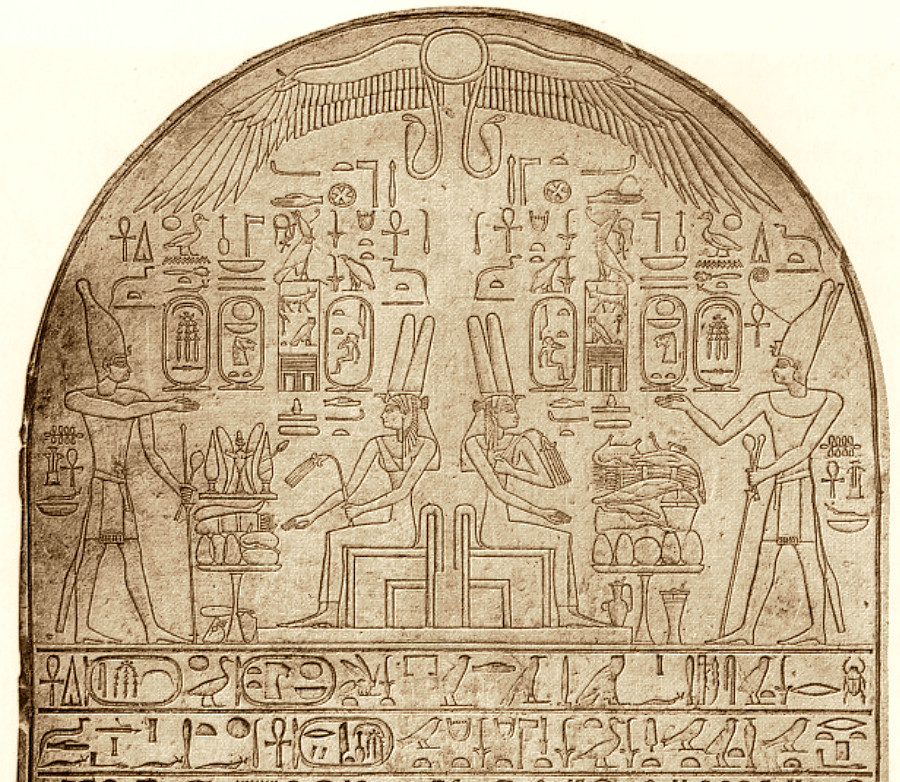
Стела Яхмоса I о учреждении заупокойного культа царицы Тетишери. Найдена в Абидосе. Экспонируется в Каирском музее, CG 34002

После этих событий она прожила совсем недолго, потому что в конце своего правления Яхмос решил почтить её память и приказал расширить её кенотаф в Абидосе. Следовательно, к тому времени она была мертва на протяжении нескольких лет. Её настоящая гробница находилась в Фивах, там, где был погребён Секененра, но её так и не удалось обнаружить. Через несколько столетий жрецы перенесли её тело вместе с другими царскими мумиями в тайник в Дейр-эль-Бахри, чтобы спасти их от расхитителей гробниц. После того как в XIX веке он был обнаружен, её мумию, как и все остальные перевезли в Каирский музей. В тайнике, среди множества других, были найдены бинты, на которых написано её имя и имена её родителей. Однако её безымянное тело так и не было точно идентифицировано. Возможно, это маленькая пожилая дама, известная учёным под № 61056. Данная мумия, которая, судя по характеру бальзамирования, была сделана в начале правления Яхмоса, принадлежит старой женщине. Ещё при жизни седых волос на её голове осталось так мало, что их число пришлось увеличить за счёт накладных кос. У неё маленькое но красивое лицо, хотя подбородок немного скошен, а верхние зубы довольно сильно выдаются вперёд, как у её внука Яхмоса и внучки царицы Яхмос-Нефертари.
О расширении её кенотафа говорится на прекрасно сделанной стеле, найденной в Абидосе. В вырезанном на ней тексте сказано: 

«Случилось так, что его величество царь Верхнего и Нижнего Египта Небпехтира, сын бога солнца Яхмос сидел в зале приёмов (дворца), когда наследная царевна, великая в благосклонности, великая в доброте, дочь царя, сестра царя, божественная супруга, великая жена царя Яхмос-Нефертари была с его величеством. Он разговаривал с ней, ища благосостояние тех, кто находился там (то есть умерших) и (говоря о) совершении подношений, жертвоприношений на алтаре, украшении погребальной стелы (которая должна быть сделана для них) на празднике луны, на ежемесячном празднике, на торжестве выхода жреца-сема, на празднике ночных подношений на пятый день месяца, на празднике шестого дня месяца, на празднике Хакра, на празднике Уага, на празднике Тота, на празднике начала каждого сезона на небе и на земле (то есть по звёздам и по календарю). Тогда его сестра ответила: „Зачем эти вещи нужно вспоминать? Зачем эти слова должны быть сказаны? Что пришло тебе на ум?“ И сам царь сказал ей: „Я. даже я, думал о матери своей матери (которая была также матерью моего отца) великой супруги царя и матери царя, покойной Тетишери. (Хотя) её гробница и кенотоф в настоящее время находятся под песками Фив и Абидоса, я сказал это тебе, потому что моё величество пожелал сделать для неё (также) пирамиду и святилище на некрополе Абидоса в качестве поминального подношения от моего величества. Должно быть вырыто её священное озеро, вокруг него будут посажены священные деревья и будут учреждены подношения. Для неё должны быть выделены люди, она должна быть наделена землями и скотом; там должны быть заупокойные жрецы и жрецы, совершающие ритуалы, каждый человек должен знать свои обязанности“. Едва его величество произнёс это слово, эти здания были быстро сооружены. Его величество сделал это, потому что любил её больше чем что-либо, не делали подобное предыдущие цари для своих матерей. Затем (когда это было сделано) его величество (прибыл) и протянул свою руку и согнул её (в знак приветствия ей), произнёс для неё царскую заупокойную молитву, (совершил) жертвоприношение (в честь) Геба (бога земли), великой эннеады богов, малой эннеады богов… и (Анубиса) в его священной часовне, (делая) тысячи подношений хлеба, пива, быков, гусей и скота… (её духу)…»
Конец надписи не сохранился.

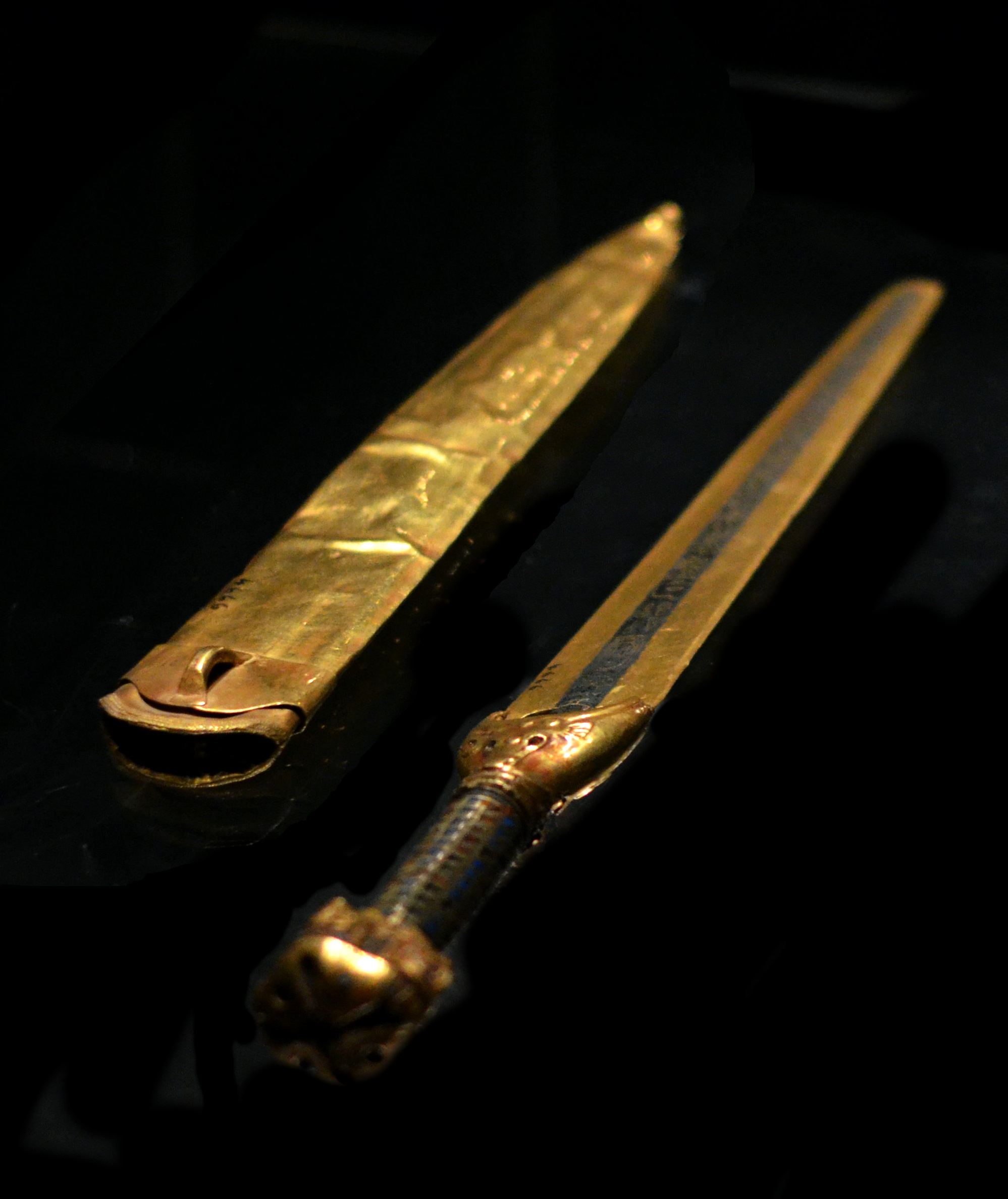
Кинжал Яхмоса I. Луксорский музей

Остатки этого здания обнаружил Чарльз Каррелли в ходе экспедиции 1899—1902 годов, в пустыне, в нескольких километрах к югу от Абидоса, там где слегка возвышающаяся толща песка отделяет возделанные земли от трудно проходимых холмов западного плато. Яхмос возвёл пирамиду недалеко от полей, почти на километр дальше в пустыню, а на склоне холма он построил террасный храм. Между этими двумя сооружениями располагалась часовня, а недалеко от неё гробница или кенотаф. Часовня состояла из нескольких небольших помещений. Перед ней была установлена большая стела, на которой вырезан процитированный выше текст.
Гробница представляла собой ряд камер и шахт, грубо вырезанных в скале, скрытой под песчаной поверхностью пустыни. Попасть в неё можно было через небольшое и совсем непримечательное отверстие в толще скалы, скрытое под песком, так что нельзя не удивляться, как её вообще смогли найти. Тем не менее ещё в древности это подземное сооружение было ограблено, и современные археологи сумели найти в нём лишь несколько фрагментов листового золота, на основании чего был сделан вывод о том, что там находилась предназначенная для покойной мебель. Согласно общепринятой точке зрения, гробница и располагавшийся на холме храм принадлежали самому Яхмосу. Однако более вероятно, что гробница и часовня представляли собой кенотаф Тетишери, о чём сказано в надписи на стеле. Для неё же внук, сдержав своё обещание, построил пирамиду и террасный храм. Царица Тетишери, как видно, являлась настоящей прародительницей XVIII династии.
Царица Яххотеп, дочь Тетишери, вдова и сестра Секененра и мать царя Яхмоса и царицы Яхмос-Нефертари, дожила до царствования Тутмоса I. Играла видную роль вначале правления Яхмоса I и, возможно, даже была соправительницей юного царя. Эта её политическая роль особенно подчеркнута в том маленьком гимне в честь царицы, который вставлен в большую официальную надпись фараона Яхмоса I, сохранившуюся на камне, найденном перед 8-м пилоном в южной части храма Амона в Фивах. Текст этого гимна гласит:
Давайте восхвалять владычицу страны,

Повелительницу берегов Хаунебт.

Высоко имя [её] в каждой иноземной стране.

Она составляла планы для множества,

Супруга царя, сестра,

Дочь царя, мать почтенная царя,

Знающая вещи,

Заботящаяся об Египте.

Она собрала его войско

и защитила его.

Она привела обратно его беглецов,

Она собрала его эмигрантов,

Она успокоила Верхний Египет,

Она покорила его повстанцев,

Супруга царя, Яххотеп живущая.
Возможно, Яххотеп принимала видное участие в «умиротворении» Верхнего Египта и подавлении мятежей в начале правления сына. Сын вменял ей в заслугу также заботу о войске, возвращении и сборе беглецов. За доблесть, проявленную матерью Яхмоса, она была награждена «Золотыми мухами». В данном тексте сказано, что к царице Яххотеп следует относится с тем же почтением, что и фараону Яхмосу. Эти факты являются наглядным свидетельством того, насколько большое уважение в Египте того времени оказывалось царицам.
Яхмос-Нефертари, сестра и супруга фараона Яхмоса I пережила своего мужа. Она определённо была ещё жива в 10-й год правления своего сына Аменхотепа I. Имя этой царицы сохранилось не только в каменоломнях Тура и Масара, но и на многих публичных памятниках и во многих гробницах, в надписях которых воздаются ей хвалы и почести. Её титулуют «дочерью, сестрой, супругой и матерью царей», а также «супругой Амона», что означало, что она была верховной жрицей Фиванского храма. После смерти супругов её память чтили гораздо более трепетно, чем память о её муже. Она считалась божественной родоначальницей династии и даже богиней — её, как и некоторых божеств загробного мира изображали с чёрной или синей кожей.
Где находилась гробница Яхмос-Нефертари неизвестно, но её колоссальный саркофаг длина которого превышает 3 метра, был найден в царском тайнике и в настоящее время хранится в Каирском музее. На его крышке изображена царица в короне из высоких перьев (подобные уборы носили царицы и богини), со скрещёнными руками, причём в каждой из них зажат анх — символ жизни. В саркофаге лежали два тела — одно из них сохранилось довольно плохо, а второе, находившееся в меньшем саркофаге, было хорошо забальзамировано и пребывало в гораздо лучшем состоянии. Руководство музея решило, что мумия, лежавшая в отдельном саркофаге, не кто иная, как сама Яхмос-Нефертари, а первую «подселили» к ней жрецы, когда поспешно прятали царские мумии. Поэтому её некоторое время хранили в подвале, где она покрылась плесенью и стала источать настолько неприятный запах, что её поспешно закопали в саду музея. Однако позднее Масперо решил, что эта мумия всё-таки принадлежит Яхмос-Нефертари. В результате многие авторы книг по египтологии в своих трудах горько оплакивали плачевную посмертную судьбу великой царицы. Но Масперо заявил, что тело не было потеряно и в настоящее время является частью коллекции Каирского музея (№ 61055). Эллиот Смит отмечал, что тело принадлежало женщине, которую после смерти забальзамировали с использованием метода распространённого в правление первых царей XVIII династии. Это пожилая, иссушенная временем и почти полностью облысевшая женщина, отсутствие волос у которой замаскировано множеством маленьких накладных косичек. На момент смерти ей, вероятно, было около 70 лет.
Известно о существовании некоторых других членов царской семьи. Это, во-первых, царевна Ситкамос, владения которой находились неподалёку от Мемфиса. Её имя переводится как «Дочь Камоса», поэтому исследователи предполагают, что её отцом был покойный царь Камос, который, вероятно, приходился Яхмосу дядей. В текстах она названа «дочерью царя, сестрой царя и супругой царя». В первом случае, вероятно, имеется в виду её отец царь Камос, во втором, вероятно, речь идёт о её тесной родственной связи с правителем, а последний титул свидетельствует о том, что она была замужем за Яхмосом. Её останки были найдены в том же тайнике и в настоящее время находятся в Каирском музее (№ 61063). Она обладала крепким телосложением и была несколько мужеподобна. Её рост составлял примерно 1,63 м. На момент смерти Ситкамос было немногим больше 30—35 лет. По крайней мере, её каштановые волосы не успели покрыться сединой, а зубы — стереться. На её груди лежали гирлянды из цветов.
Одной из младших жён Яхмоса была дама по имени Сенисенеб. Она родила царю сына, которого назвали Тутмосом. Впоследствии он занял трон. Однако, рождённый не великой царицей Яхмос-Нефертари, он не был наследником. Им являлся царевич Аменхотеп, сын царя, матерью которого была царица Яхмос-Нефертари.
Известно также о существовании некой дамы по имени Яхмос-Меритамон, которая в источниках названа «дочерью царя, сестрой царя и супругой царя». Судя по всему, её отцом был царь Яхмос и она вышла замуж за своего брата Аменхотепа I. Очевидно, она скончалась в самом начале правления своего супруга.
В Каирском музее находятся три сильно повреждённые детские мумии (№ 61059, 61060, 61064). Возможно, их отцом был Яхмос. Первая принадлежит царевичу Сиамону, вторая — царевне Сатамон, а третья — мальчику примерно шести лет по имени Яхмос-Сапаири. Последний вероятно был первенцем Яхмоса и наследником престола, так как его гробница, которую так и не удалось обнаружить, изначально находилась рядом с погребениями Секененра и Камоса. Во время правления Рамсеса IX её осматривали чиновники, которые пришли к выводу, что она не была разграблена (Папирус Эббота). К этим детям, а также к царице Яхмос-Меритамон впоследствии относились с большим почтением, следовательно, в их честь мог быть организован религиозный культ.

### Смерть

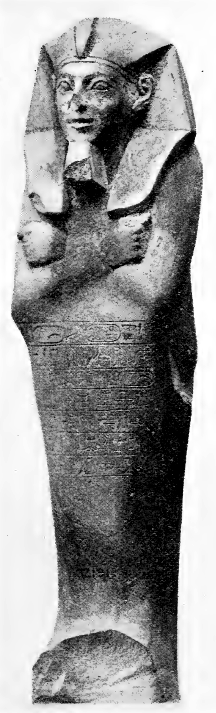
Ушебти Яхмоса I в Британском музее (BM 32191)

Манефон говорит, что царствование Яхмоса длилось 25 лет и даже 25 лет и 4 месяца, в зависимости от источника цитирования. Из собственных надписей Яхмоса достоверно известен, как позднейший год царствования — 22 год. Вполне возможно, что правление Яхмоса продолжалось 25 лет. После его смерти трон занял его сын Аменхотеп I.

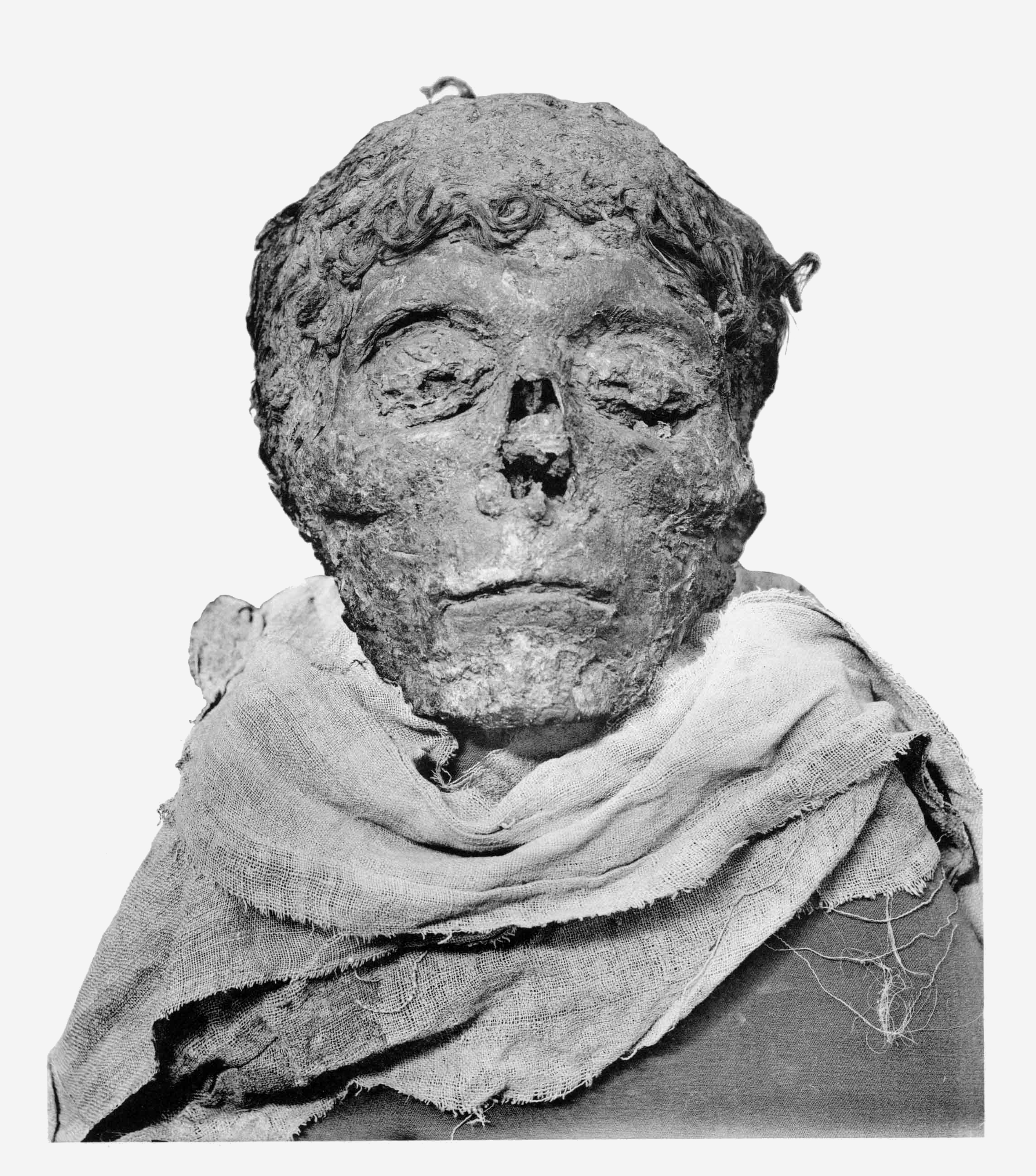
Голова мумии Яхмоса I

После смерти Яхмос I был похоронен в Дра Абу эль-Нага, в районе фиванского некрополя. Его гробница так и не была обнаружена, однако его прекрасно сохранившаяся мумия найдена в большом царском тайнике в 1881 году и ныне хранится в Луксорском музее. Судя по ней, на момент смерти царю было около 40 лет. Он был крепко сложенным, широкоплечим мужчиной, рост которого составлял около 1, 68 м. Его красивая голова была покрыта копной тонких кудрявых тёмно-русых волос. У него небольшое лицо, передние зубы, как и у многих других членов его семьи, слегка выступают. На его шею был надет венок из цветов живокости восточной (дельфиниума). На бинтах мумии Яхмоса было написано имя его сына Аменхотепа I. Следовательно, он, скорее всего, руководил похоронами. Современное обследование мумии показало, что Яхмос страдал от артрита.
Можно упомянуть ещё несколько связанных с Яхмосом находок. К их числу относится сосуд из алебастра, хранящийся в Каирском музее; сокол из голубого фаянса, на боку подставки которого изображены три пленника: негр, сириец и ливиец, — судя по последнему изображению, царь воевал с ливийцами; а также несколько скарабеев и амулетов. В 1890 году Уоллис Бадж купил для Британского музея ушебти царя, выполненный из известняка.
Ко времени Яхмоса I относится «Стела бури», в тексте которой говорится о мощном выпадении в Египте осадков; высказывалось предположение, что надпись описывает последствия извержения вулкана на острове Фера (Санторин) в Эгейском море.
| XVIII династия        |                                                                          |                       |
| Предшественник: Камос | фараон Египта ок. 1550 — 1525 до н. э. (правил приблизительно 22—25 лет) | Преемник: Аменхотеп I |

## Культурное влияние
Яхмос — главное действующее лицо романа Нагиба Махфуза «Война в Фивах» и трилогии Кристиана Жака «Гнев Богов». Оба произведения повествуют об освобождении Египта из-под власти гиксосов.
 Серым цветом выделены представители XVII династии.
|  |  |  |  |           |           |           |           |             |             |             |             |             |             |            |            |            |            |           |           | Таа I     | Таа I     | Таа I     | Таа I     | Таа I     | Таа I     |           |           | Тетишери    | Тетишери    | Тетишери    | Тетишери    | Тетишери     | Тетишери     |              |              |               |               |               |               |               |               |             |             |             |             |       |       |          |          |          |          |          |          |  |  |  |  |             |             |             |             |             |             |  |  |  |  |
|  |  |  |  |           |           |           |           |             |             |             |             |             |             |            |            |            |            |           |           | Таа I     | Таа I     | Таа I     | Таа I     | Таа I     | Таа I     |           |           | Тетишери    | Тетишери    | Тетишери    | Тетишери    | Тетишери     | Тетишери     |              |              |               |               |               |               |               |               |             |             |             |             |       |       |          |          |          |          |          |          |  |  |  |  |             |             |             |             |             |             |  |  |  |  |
|  |  |  |  |           |           |           |           |             |             |             |             |             |             |            |            |            |            |           |           |           |           |           |           |           |           |           |           |             |             |             |             |              |              |              |              |               |               |               |               |               |               |             |             |             |             |       |       |          |          |          |          |          |          |  |  |  |  |             |             |             |             |             |             |  |  |  |  |
|  |  |  |  |           |           |           |           |             |             |             |             |             |             |            |            |            |            |           |           |           |           |           |           |           |           |           |           |             |             |             |             |              |              |              |              |               |               |               |               |               |               |             |             |             |             |       |       |          |          |          |          |          |          |  |  |  |  |             |             |             |             |             |             |  |  |  |  |
|  |  |  |  |           |           |           |           |             |             |             |             |             |             |            |            |            |            |           |           | Таа II    | Таа II    | Таа II    | Таа II    | Таа II    | Таа II    |           |           | Яххотеп     | Яххотеп     | Яххотеп     | Яххотеп     | Яххотеп      | Яххотеп      |              |              |               |               |               |               |               |               |             |             |             |             |       |       |          |          |          |          |          |          |  |  |  |  |             |             |             |             |             |             |  |  |  |  |
|  |  |  |  |           |           |           |           |             |             |             |             |             |             |            |            |            |            |           |           | Таа II    | Таа II    | Таа II    | Таа II    | Таа II    | Таа II    |           |           | Яххотеп     | Яххотеп     | Яххотеп     | Яххотеп     | Яххотеп      | Яххотеп      |              |              |               |               |               |               |               |               |             |             |             |             |       |       |          |          |          |          |          |          |  |  |  |  |             |             |             |             |             |             |  |  |  |  |
|  |  |  |  |           |           |           |           |             |             |             |             |             |             |            |            |            |            |           |           |           |           |           |           |           |           |           |           |             |             |             |             |              |              |              |              |               |               |               |               |               |               |             |             |             |             |       |       |          |          |          |          |          |          |  |  |  |  |             |             |             |             |             |             |  |  |  |  |
|  |  |  |  |           |           |           |           |             |             |             |             |             |             |            |            |            |            |           |           |           |           |           |           |           |           |           |           |             |             |             |             |              |              |              |              |               |               |               |               |               |               |             |             |             |             |       |       |          |          |          |          |          |          |  |  |  |  |             |             |             |             |             |             |  |  |  |  |
|  |  |  |  |           |           |           |           | Камос       | Камос       | Камос       | Камос       | Камос       | Камос       |            |            | Меритамон  | Меритамон  | Меритамон | Меритамон | Меритамон | Меритамон |           |           | Нефертари | Нефертари | Нефертари | Нефертари | Нефертари   | Нефертари   |             |             | Яхмос I      | Яхмос I      | Яхмос I      | Яхмос I      | Яхмос I       | Яхмос I       |               |               | Хенуттамеху   | Хенуттамеху   | Хенуттамеху | Хенуттамеху | Хенуттамеху | Хенуттамеху |       |       |          |          |          |          |          |          |  |  |  |  |             |             |             |             |             |             |  |  |  |  |
|  |  |  |  |           |           |           |           | Камос       | Камос       | Камос       | Камос       | Камос       | Камос       |            |            | Меритамон  | Меритамон  | Меритамон | Меритамон | Меритамон | Меритамон |           |           | Нефертари | Нефертари | Нефертари | Нефертари | Нефертари   | Нефертари   |             |             | Яхмос I      | Яхмос I      | Яхмос I      | Яхмос I      | Яхмос I       | Яхмос I       |               |               | Хенуттамеху   | Хенуттамеху   | Хенуттамеху | Хенуттамеху | Хенуттамеху | Хенуттамеху |       |       |          |          |          |          |          |          |  |  |  |  |             |             |             |             |             |             |  |  |  |  |
|  |  |  |  |           |           |           |           |             |             |             |             |             |             |            |            |            |            |           |           |           |           |           |           |           |           |           |           |             |             |             |             |              |              |              |              |               |               |               |               |               |               |             |             |             |             |       |       |          |          |          |          |          |          |  |  |  |  |             |             |             |             |             |             |  |  |  |  |
|  |  |  |  |           |           |           |           |             |             |             |             |             |             |            |            |            |            |           |           |           |           |           |           |           |           |           |           |             |             |             |             |              |              |              |              |               |               |               |               |               |               |             |             |             |             |       |       |          |          |          |          |          |          |  |  |  |  |             |             |             |             |             |             |  |  |  |  |
|  |  |  |  |           |           |           |           | Аменхотеп I | Аменхотеп I | Аменхотеп I | Аменхотеп I | Аменхотеп I | Аменхотеп I |            |            | Меритамон  | Меритамон  | Меритамон | Меритамон | Меритамон | Меритамон |           |           |           |           |           |           | Мутнофрет   | Мутнофрет   | Мутнофрет   | Мутнофрет   | Мутнофрет    | Мутнофрет    |              |              | Тутмос I      | Тутмос I      | Тутмос I      | Тутмос I      | Тутмос I      | Тутмос I      |             |             | Яхмос       | Яхмос       | Яхмос | Яхмос | Яхмос    | Яхмос    |          |          |          |          |  |  |  |  |             |             |             |             |             |             |  |  |  |  |
|  |  |  |  |           |           |           |           | Аменхотеп I | Аменхотеп I | Аменхотеп I | Аменхотеп I | Аменхотеп I | Аменхотеп I |            |            | Меритамон  | Меритамон  | Меритамон | Меритамон | Меритамон | Меритамон |           |           |           |           |           |           | Мутнофрет   | Мутнофрет   | Мутнофрет   | Мутнофрет   | Мутнофрет    | Мутнофрет    |              |              | Тутмос I      | Тутмос I      | Тутмос I      | Тутмос I      | Тутмос I      | Тутмос I      |             |             | Яхмос       | Яхмос       | Яхмос | Яхмос | Яхмос    | Яхмос    |          |          |          |          |  |  |  |  |             |             |             |             |             |             |  |  |  |  |
|  |  |  |  |           |           |           |           |             |             |             |             |             |             |            |            |            |            |           |           |           |           |           |           |           |           |           |           |             |             |             |             |              |              |              |              |               |               |               |               |               |               |             |             |             |             |       |       |          |          |          |          |          |          |  |  |  |  |             |             |             |             |             |             |  |  |  |  |
|  |  |  |  |           |           |           |           |             |             |             |             | Аменемхат   | Аменемхат   | Аменемхат  | Аменемхат  | Аменемхат  | Аменемхат  |           |           |           |           |           |           | Исида     | Исида     | Исида     | Исида     | Исида       | Исида       |             |             | Тутмос II    | Тутмос II    | Тутмос II    | Тутмос II    | Тутмос II     | Тутмос II     |               |               | Хатшепсут     | Хатшепсут     | Хатшепсут   | Хатшепсут   | Хатшепсут   | Хатшепсут   |       |       |          |          |          |          |          |          |  |  |  |  |             |             |             |             |             |             |  |  |  |  |
|  |  |  |  |           |           |           |           |             |             |             |             | Аменемхат   | Аменемхат   | Аменемхат  | Аменемхат  | Аменемхат  | Аменемхат  |           |           |           |           |           |           | Исида     | Исида     | Исида     | Исида     | Исида       | Исида       |             |             | Тутмос II    | Тутмос II    | Тутмос II    | Тутмос II    | Тутмос II     | Тутмос II     |               |               | Хатшепсут     | Хатшепсут     | Хатшепсут   | Хатшепсут   | Хатшепсут   | Хатшепсут   |       |       |          |          |          |          |          |          |  |  |  |  |             |             |             |             |             |             |  |  |  |  |
|  |  |  |  |           |           |           |           |             |             |             |             |             |             |            |            |            |            |           |           |           |           |           |           |           |           |           |           |             |             |             |             |              |              |              |              |               |               |               |               |               |               |             |             |             |             |       |       |          |          |          |          |          |          |  |  |  |  |             |             |             |             |             |             |  |  |  |  |
|  |  |  |  |           |           |           |           |             |             |             |             |             |             |            |            |            |            |           |           |           |           |           |           |           |           |           |           | Тутмос III  | Тутмос III  | Тутмос III  | Тутмос III  | Тутмос III   | Тутмос III   |              |              | Меритра       | Меритра       | Меритра       | Меритра       | Меритра       | Меритра       |             |             |             |             |       |       |          |          |          |          |          |          |  |  |  |  |             |             |             |             |             |             |  |  |  |  |
|  |  |  |  |           |           |           |           |             |             |             |             |             |             |            |            |            |            |           |           |           |           |           |           |           |           |           |           | Тутмос III  | Тутмос III  | Тутмос III  | Тутмос III  | Тутмос III   | Тутмос III   |              |              | Меритра       | Меритра       | Меритра       | Меритра       | Меритра       | Меритра       |             |             |             |             |       |       |          |          |          |          |          |          |  |  |  |  |             |             |             |             |             |             |  |  |  |  |
|  |  |  |  |           |           |           |           |             |             |             |             |             |             |            |            |            |            |           |           |           |           |           |           |           |           |           |           |             |             |             |             |              |              |              |              |               |               |               |               |               |               |             |             |             |             |       |       |          |          |          |          |          |          |  |  |  |  |             |             |             |             |             |             |  |  |  |  |
|  |  |  |  |           |           |           |           |             |             |             |             |             |             |            |            |            |            |           |           |           |           |           |           | Тиаа      | Тиаа      | Тиаа      | Тиаа      | Тиаа        | Тиаа        |             |             | Аменхотеп II | Аменхотеп II | Аменхотеп II | Аменхотеп II | Аменхотеп II  | Аменхотеп II  |               |               |               |               |             |             |             |             |       |       |          |          |          |          |          |          |  |  |  |  | Артатама I  | Артатама I  | Артатама I  | Артатама I  | Артатама I  | Артатама I  |  |  |  |  |
|  |  |  |  |           |           |           |           |             |             |             |             |             |             |            |            |            |            |           |           |           |           |           |           | Тиаа      | Тиаа      | Тиаа      | Тиаа      | Тиаа        | Тиаа        |             |             | Аменхотеп II | Аменхотеп II | Аменхотеп II | Аменхотеп II | Аменхотеп II  | Аменхотеп II  |               |               |               |               |             |             |             |             |       |       |          |          |          |          |          |          |  |  |  |  | Артатама I  | Артатама I  | Артатама I  | Артатама I  | Артатама I  | Артатама I  |  |  |  |  |
|  |  |  |  |           |           |           |           |             |             |             |             |             |             |            |            |            |            |           |           |           |           |           |           |           |           |           |           |             |             |             |             |              |              |              |              |               |               |               |               |               |               |             |             |             |             |       |       |          |          |          |          |          |          |  |  |  |  |             |             |             |             |             |             |  |  |  |  |
|  |  |  |  |           |           |           |           |             |             |             |             |             |             |            |            |            |            |           |           |           |           |           |           |           |           |           |           |             |             |             |             |              |              |              |              |               |               |               |               |               |               |             |             |             |             |       |       |          |          |          |          |          |          |  |  |  |  |             |             |             |             |             |             |  |  |  |  |
|  |  |  |  |           |           | Йуйя      | Йуйя      | Йуйя        | Йуйя        | Йуйя        | Йуйя        |             |             | Туйя       | Туйя       | Туйя       | Туйя       | Туйя      | Туйя      |           |           |           |           | Ярет      | Ярет      | Ярет      | Ярет      | Ярет        | Ярет        |             |             | Тутмос IV    | Тутмос IV    | Тутмос IV    | Тутмос IV    | Тутмос IV     | Тутмос IV     |               |               | Мутемуйя      | Мутемуйя      | Мутемуйя    | Мутемуйя    | Мутемуйя    | Мутемуйя    |       |       |          |          |          |          |          |          |  |  |  |  | Шуттарна II | Шуттарна II | Шуттарна II | Шуттарна II | Шуттарна II | Шуттарна II |  |  |  |  |
|  |  |  |  |           |           | Йуйя      | Йуйя      | Йуйя        | Йуйя        | Йуйя        | Йуйя        |             |             | Туйя       | Туйя       | Туйя       | Туйя       | Туйя      | Туйя      |           |           |           |           | Ярет      | Ярет      | Ярет      | Ярет      | Ярет        | Ярет        |             |             | Тутмос IV    | Тутмос IV    | Тутмос IV    | Тутмос IV    | Тутмос IV     | Тутмос IV     |               |               | Мутемуйя      | Мутемуйя      | Мутемуйя    | Мутемуйя    | Мутемуйя    | Мутемуйя    |       |       |          |          |          |          |          |          |  |  |  |  | Шуттарна II | Шуттарна II | Шуттарна II | Шуттарна II | Шуттарна II | Шуттарна II |  |  |  |  |
|  |  |  |  |           |           |           |           |             |             |             |             |             |             |            |            |            |            |           |           |           |           |           |           |           |           |           |           |             |             |             |             |              |              |              |              |               |               |               |               |               |               |             |             |             |             |       |       |          |          |          |          |          |          |  |  |  |  |             |             |             |             |             |             |  |  |  |  |
|  |  |  |  |           |           |           |           |             |             |             |             |             |             |            |            |            |            |           |           |           |           |           |           |           |           |           |           |             |             |             |             |              |              |              |              |               |               |               |               |               |               |             |             |             |             |       |       |          |          |          |          |          |          |  |  |  |  |             |             |             |             |             |             |  |  |  |  |
|  |  |  |  |           |           |           |           |             |             | Тэи         | Тэи         | Тэи         | Тэи         | Тэи        | Тэи        |            |            | Эйе       | Эйе       | Эйе       | Эйе       | Эйе       | Эйе       |           |           |           |           | Тия         | Тия         | Тия         | Тия         | Тия          | Тия          |              |              | Аменхотеп III | Аменхотеп III | Аменхотеп III | Аменхотеп III | Аменхотеп III | Аменхотеп III |             |             |             |             |       |       | Гилухепа | Гилухепа | Гилухепа | Гилухепа | Гилухепа | Гилухепа |  |  |  |  | Тушратта    | Тушратта    | Тушратта    | Тушратта    | Тушратта    | Тушратта    |  |  |  |  |
|  |  |  |  |           |           |           |           |             |             | Тэи         | Тэи         | Тэи         | Тэи         | Тэи        | Тэи        |            |            | Эйе       | Эйе       | Эйе       | Эйе       | Эйе       | Эйе       |           |           |           |           | Тия         | Тия         | Тия         | Тия         | Тия          | Тия          |              |              | Аменхотеп III | Аменхотеп III | Аменхотеп III | Аменхотеп III | Аменхотеп III | Аменхотеп III |             |             |             |             |       |       | Гилухепа | Гилухепа | Гилухепа | Гилухепа | Гилухепа | Гилухепа |  |  |  |  | Тушратта    | Тушратта    | Тушратта    | Тушратта    | Тушратта    | Тушратта    |  |  |  |  |
|  |  |  |  |           |           |           |           |             |             |             |             |             |             |            |            |            |            |           |           |           |           |           |           |           |           |           |           |             |             |             |             |              |              |              |              |               |               |               |               |               |               |             |             |             |             |       |       |          |          |          |          |          |          |  |  |  |  |             |             |             |             |             |             |  |  |  |  |
|  |  |  |  |           |           |           |           |             |             |             |             |             |             |            |            |            |            |           |           |           |           |           |           |           |           |           |           |             |             |             |             |              |              |              |              |               |               |               |               |               |               |             |             |             |             |       |       |          |          |          |          |          |          |  |  |  |  |             |             |             |             |             |             |  |  |  |  |
|  |  |  |  | Хоремхеб  | Хоремхеб  | Хоремхеб  | Хоремхеб  | Хоремхеб    | Хоремхеб    |             |             | Мутнеджмет  | Мутнеджмет  | Мутнеджмет | Мутнеджмет | Мутнеджмет | Мутнеджмет |           |           |           |           | Нефертити | Нефертити | Нефертити | Нефертити | Нефертити | Нефертити |             |             |             |             | Эхнатон      | Эхнатон      | Эхнатон      | Эхнатон      | Эхнатон       | Эхнатон       |               |               | дочь          | дочь          | дочь        | дочь        | дочь        | дочь        |       |       | Ситамон  | Ситамон  | Ситамон  | Ситамон  | Ситамон  | Ситамон  |  |  |  |  | Тадухепа    | Тадухепа    | Тадухепа    | Тадухепа    | Тадухепа    | Тадухепа    |  |  |  |  |
|  |  |  |  | Хоремхеб  | Хоремхеб  | Хоремхеб  | Хоремхеб  | Хоремхеб    | Хоремхеб    |             |             | Мутнеджмет  | Мутнеджмет  | Мутнеджмет | Мутнеджмет | Мутнеджмет | Мутнеджмет |           |           |           |           | Нефертити | Нефертити | Нефертити | Нефертити | Нефертити | Нефертити |             |             |             |             | Эхнатон      | Эхнатон      | Эхнатон      | Эхнатон      | Эхнатон       | Эхнатон       |               |               | дочь          | дочь          | дочь        | дочь        | дочь        | дочь        |       |       | Ситамон  | Ситамон  | Ситамон  | Ситамон  | Ситамон  | Ситамон  |  |  |  |  | Тадухепа    | Тадухепа    | Тадухепа    | Тадухепа    | Тадухепа    | Тадухепа    |  |  |  |  |
|  |  |  |  |           |           |           |           |             |             |             |             |             |             |            |            |            |            |           |           |           |           |           |           |           |           |           |           |             |             |             |             |              |              |              |              |               |               |               |               |               |               |             |             |             |             |       |       |          |          |          |          |          |          |  |  |  |  |             |             |             |             |             |             |  |  |  |  |
|  |  |  |  |           |           |           |           |             |             |             |             |             |             |            |            |            |            |           |           |           |           |           |           |           |           |           |           |             |             |             |             |              |              |              |              |               |               |               |               |               |               |             |             |             |             |       |       |          |          |          |          |          |          |  |  |  |  |             |             |             |             |             |             |  |  |  |  |
|  |  |  |  | Сменхкара | Сменхкара | Сменхкара | Сменхкара | Сменхкара   | Сменхкара   |             |             | Меритатон   | Меритатон   | Меритатон  | Меритатон  | Меритатон  | Меритатон  |           |           | Макетатон | Макетатон | Макетатон | Макетатон | Макетатон | Макетатон |           |           | Анхесенамон | Анхесенамон | Анхесенамон | Анхесенамон | Анхесенамон  | Анхесенамон  |              |              | Тутанхамон    | Тутанхамон    | Тутанхамон    | Тутанхамон    | Тутанхамон    | Тутанхамон    |             |             |             |             |       |       |          |          |          |          |          |          |  |  |  |  |             |             |             |             |             |             |  |  |  |  |
|  |  |  |  | Сменхкара | Сменхкара | Сменхкара | Сменхкара | Сменхкара   | Сменхкара   |             |             | Меритатон   | Меритатон   | Меритатон  | Меритатон  | Меритатон  | Меритатон  |           |           | Макетатон | Макетатон | Макетатон | Макетатон | Макетатон | Макетатон |           |           | Анхесенамон | Анхесенамон | Анхесенамон | Анхесенамон | Анхесенамон  | Анхесенамон  |              |              | Тутанхамон    | Тутанхамон    | Тутанхамон    | Тутанхамон    | Тутанхамон    | Тутанхамон    |             |             |             |             |       |       |          |          |          |          |          |          |  |  |  |  |             |             |             |             |             |             |  |  |  |  |